# RNIE5
De RNIE5 of Route nationale inter-états 5 is een internationale weg in het Afrikaanse land Benin, die van oost naar west door het zuiden van het land loopt. De weg loopt van de grens met Nigeria via Savè en Savalou naar de grens met Togo. In Nigeria loopt de weg verder naar Iseyin en in Togo naar Ana.
De RNIE5 is ongeveer 150 kilometer lang en loopt door het departement Collines.